# Parascolopsis tanyactis
Parascolopsis tanyactis är en fiskart som beskrevs av Russell, 1986. Parascolopsis tanyactis ingår i släktet Parascolopsis och familjen Nemipteridae. Inga underarter finns listade i Catalogue of Life.